# آنخل کومیتزو
آنخل کومیتزو (اسپانیایی: Ángel Comizzo‎؛ زادهٔ ۲۷ آوریل ۱۹۶۲) بازیکن سابق و مربی فوتبال اهل آرژانتین است.

## باشگاهی
از باشگاه‌هایی که در آن بازی کرده‌است می‌توان به باشگاه فوتبال تیگرس اونال، باشگاه فوتبال ریور پلاته، باشگاه فوتبال بانفیلد، باشگاه ورزشی بارسلونا و باشگاه لئون اشاره کرد.

## تیم ملی
وی همچنین در تیم ملی فوتبال آرژانتین بازی کرده‌است.